# Al rojo vivo
Al rojo vivo é uma telenovela mexicana produzida por Ernesto Alonso para a Televisa e exibida pelo Canal de las Estrellas em 1980.
Foi protagonizada por Alma Muriel e Frank Moro, com atuações estelares de Leticia Perdigón e dos primeiros atores Gloria Marín, Aarón Hernán, Emilia Carranza e antagonizada por Silvia Pasquel, Miguel Palmer, Carlos Ancira e Malena Doria.

## Sinopse
Don Julio Segovia é um homem milionário que nunca se casou, não tem filhos e vive em sua mansão ao lado de sua sobrinha Tina, uma garota ambiciosa e interesseira que deseja herdar sua fortuna. Don Julio sabe que ela é uma hipócrita e decide não deixa-lhe nada. Ele está enfermo do coração e sabe que vai morrer logo, por isso decide deixar sua fortuna a alguém que não seja de seu sangue, mas que sim a mereça. Casualmente conhece a Jorge, um jovem e humilde mecânico. Honesto e sincero, ele ganha a simpatia de Don Julio que muda seu testamento deixando o mecânico como único herdeiro de sua fortuna. Tina, ao descobrir, se enfurece, por mais que tente convencer a seu tio, não lhe pode fazer mudar de opinião. Assim que decide conquistar a Jorge, vai vê-lo acompanhada da secretaria de Don Julio. Ela se chama Liliana, uma jovem boa e formosa. Ao se conhecerem, Jorge e Liliana sentem uma grande atração entre ambos. Lutarão contra tudo e todos a favor desse amor?

## Elenco
- Alma Muriel .... Liliana
- Frank Moro .... Jorge
- Silvia Pasquel .... Tina Segovia
- Carlos Ancira .... Francisco
- Victoria Ruffo .... Pilar Álvarez
- Miguel Palmer .... Alfredo Álvarez
- José María Napoleón .... Benito
- Aarón Hernán .... Julio Segovia
- Gloria Marín .... Margarita
- Leticia Perdigón .... Emilia
- Emilia Carranza .... Laura
- Malena Doria .... Adelaida
- Ignacio Rubiell .... Nacho
- Álvaro Dávila .... Álvaro
- Roberto Antúnez .... Filiberto